# Kvasice
Kvasice är en ort i Tjeckien.   Den ligger i regionen Zlín, i den östra delen av landet, 240 km öster om huvudstaden Prag. Kvasice ligger 194 meter över havet och antalet invånare är 2 282.
Terrängen runt Kvasice är platt åt nordost, men åt sydväst är den kuperad. Runt Kvasice är det ganska tätbefolkat, med 104 invånare per kvadratkilometer. Närmaste större samhälle är Zlín, 14,7 km öster om Kvasice. Trakten runt Kvasice består till största delen av jordbruksmark.